# Internetes hitelesítési szolgáltatás
Az Internetes hitelesítési szolgáltatás (Internet Authentication Service – IAS) a Windows Server operációs rendszerek egyik összetevője, amely központosítja a felhasználó hitelesítését, azonosítását, naplózását (AAA).

## Áttekintés
Míg a Routing and Remote Access Service (RRAS)-(távelérés és útválasztás-szolgáltatás) biztonsága elegendő a kis hálózatokhoz, nagyobb vállalatoknak gyakran kell egy külön infrastruktúra a hitelesítéshez. RADIUS egy szabvány, célzott hitelesítési szerverek hitelesítésére.
Windows 2000 Szerver és Windows Szerver 2003 tartalmazza Internet hitelesítési szolgáltatást (Internet Authentication Service (IAS)), amelyet a RADIUS szerver egy implementációja.
IAS Windows-alapú ügyfeleknek, és olyan harmadik félhez tartozó ügyfeleknek, akik ragaszkodnak a RADIUS standardhoz, hitelesítést támogat. IAS elraktározza a hitelesítés információját Active Directory-ben, és Remote Access Policie-szel vezethetik. IAS először Windows NT 4.0 mutatkozott meg a Windows NT 4.0 Option Packben és Microsoft Commercial Internet Systemben (MCIS) 2.0 és 2.5.
Ezek az előnyök felhasználóknak tartalmaznak központosított hitelesítést, miközben auditálnak és jellemzőket elemeznek, skálázhatóság, és problémamentes integráció az RRAS létező jellemzőivel.
Amíg IAS a használatot követel egy további szerverösszetevőtől, ez sok előnyt nyújt a RRAS hitelesítés általános módszereihez képest.
Ezek az előnyök felhasználóknak tartalmaznak központosított hitelesítést, miközben auditálnak és jellemzőket elemeznek, skálázhatóság, és problémamentes integráció az RRAS létező jellemzőivel.
Windows Server 2008, Network Policy Server (NPS) végzi az Internet Authentication Service (IAS) minden funkcióját.
Windows Server 2003 VPN és a 802.1X-alapú vezeték nélküli és vezetékes kapcsolatoknak egészségügyi értékelés végez vagy korlátlan/korlátozott hozzáférést nyújt Network Access Protection ügyfelek.

### Naplózás
Alapból, IAS naplók helyi állományokba (%systemroot%\LogFiles\IAS\*), bár be lehet állítani, hogy jelentkezzen be az SQL is (vagy helyette).
Amikor bejelentkezik az SQL, az IAS úgy tűnik, hogy becsomagolja az adatokat XML, majd meghívja a tárolt eljárást az XML adatok szövegként.... A tárolt eljárás ezt követően csomagolja ki az XML-adatokat és menti el a kívánt a felhasználónak.

### Története
Internet Authentication Service kezdeti verziója a Windows NT 4.0 Option Packkel megtalálható volt.
Windows 2000 Server implementációja olyan felhasználóneveknek több értelmes határozatának nyújtott támogatást adott hozzá, amik egy Windows Server tartomány részét képzik, UTF-8 naplóvezetésnek nyújtott támogatások, és javított biztonságok. Ez szintén IEEE-nek EAP Authentication-nek nyújtott támogatást adtak hozzá 802.1x hálózatok. Később hozzátette a PEAP-et (javítócsomaggal 4).
Windows Szerver 2003 implementációja naplóvezetésnek nyújtott támogatást ismertet meg egy Microsoft SQL Szerver adatbázissal, kereszt-erdő hitelesítés (másik Forest-okban (erdőkben) levő Active Directory felhasználói fiókokért az az IAS szerver Forest-jának kereszt-erdő-bizalom-kapcsolata van, nem összekeverendő a Domain bizalommal, ami IAS egy jellegzetessége volt IEEE-nek nyújtott NT4), támogatás óta 802.1x port alapú hitelesítést, és egyéb jellemzőit.
Az IAS támogatás minden verziója multi tartományi telepítés. Egyetlen Windows Szerver 2003 kereszterdőt támogat. Amíg NT4 verzió tartalmaz egy Radius Proxyt, Windows 2000-nek nem volt ilyen jellemzője. Windows Szerver 2003 újra bevezette ezt a jellemzőt és képes intelligens proxy-ként terhelésmegosztásra, és hibákat tolerál hibás vagy elérhetetlen kiszolgáló oldali szervereket.